# Nepo Fitz

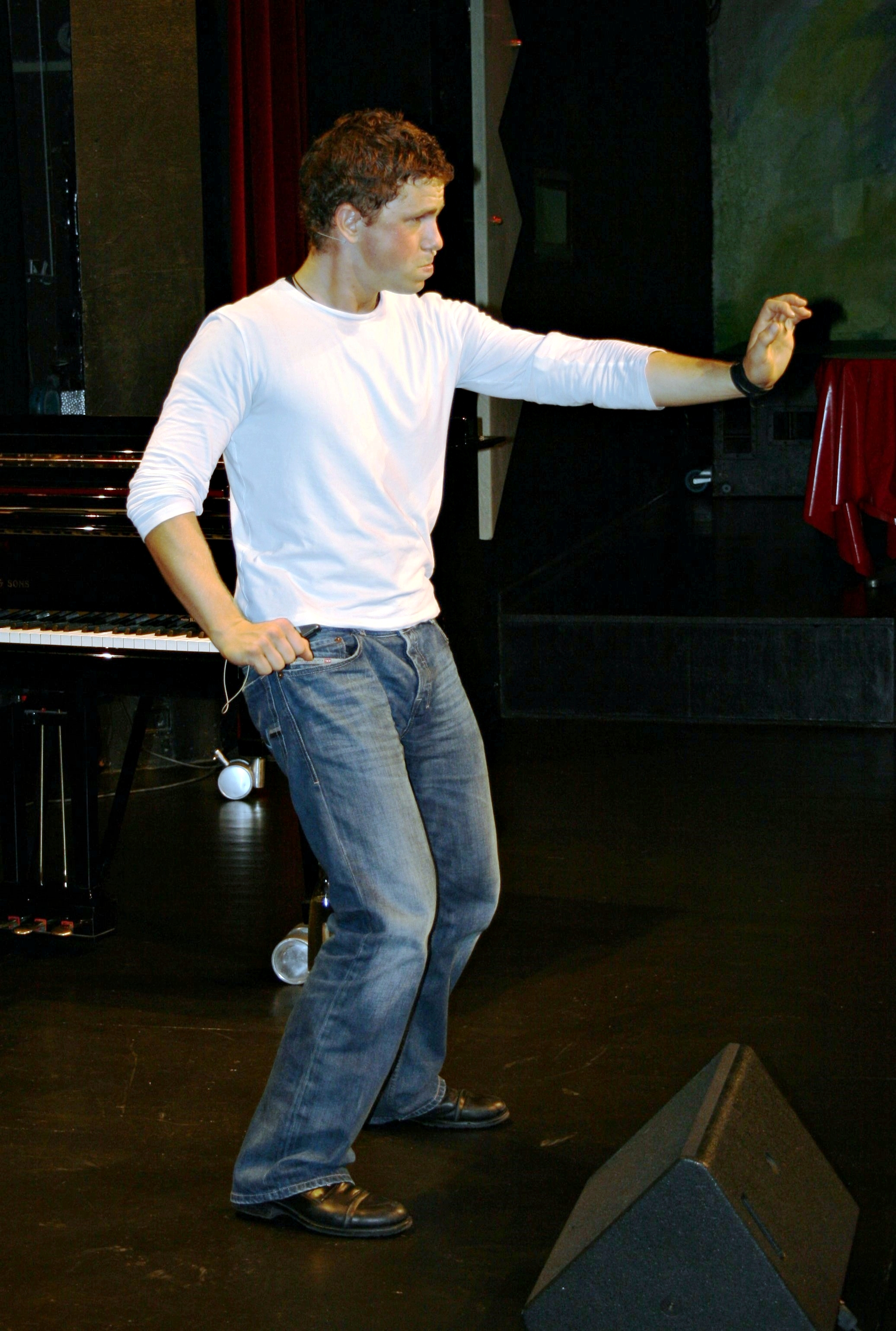
Nepo Fitz (2009)

Nepomuk „Nepo“ Fitz (* 14. Juni 1981 in Gräfelfing) ist ein deutscher Musikkabarettist, Sänger, Pianist und Schauspieler.

## Leben
Der Sohn der Kabarettistin Lisa Fitz und des Moderators und Rockmusikers Ali Khan absolvierte die ersten Auftritte ab 1996 als 15-Jähriger in der Figur des Erzengels Gabriel mit seinen Eltern im Rock-Kabarett Kruzifix. Als Sänger und Pianist trat er mit Rock-’n’-Roll-Nummern auf Firmenevents und in Clubs auf. Danach folgten von 2002 bis 2005 drei Jahre Kabaretttournee mit dem Programm Alles Schlampen – Außer Mutti als Bühnenpartner seiner Mutter Lisa Fitz.
Nach seinem Abitur besuchte Fitz ab 2006 die Schauspielschule Zerboni bei München. 2007 und 2008 trat er in der Musical-Adaption des Konzeptalbums von Ambros, Manfred Tauchen, Prokopetz Der Watzmann ruft als „Bua“ in einer der beiden Hauptrollen auf. Ab 2008 ging er mit seinem ersten Solo-Programm Pimpftown – Wie werde ich ein Mann? auf Tournee. Das Programm entwickelte und konzipierte er gemeinsam mit seiner Mutter. In Hip-Hop-Adaptionen und -Persiflagen spielt er Szenen aus der niederbayrischen Provinz und der US-amerikanischen „Idylle“; angelehnt an eigene Erfahrungen aus seiner Kindheit und einem zehnmonatigen Schüleraustauschprogramm in den USA. Er wurde für sein Programm mit mehreren Kabarettpreisen ausgezeichnet.

## Filmografie (Auswahl)
- 2012: Chiemgauer Volkstheater: Der Hunderter im Westentaschl (als Schneidergeselle Girgl)
- 2013: Chiemgauer Volkstheater: Der Matratzenspion (als Giuseppe)
- 2016: Kommissar Pascha
- 2015: München 7: Bombenhochzeit
- 2016: Schnell ermittelt
- 2017: SOKO Kitzbühel: Tod zum Selbermachen
- 2017: Hubert und Staller: Blackout
- 2017: Die Rosenheim-Cops: Das Brett, das den Tod bedeutet
- seit 2019: Watzmann ermittelt (als Max Ruffer)
- 2022: Hubert ohne Staller: Der nasse Tod

## Programme
- „Solopiano“ Solo-Musikshow, 2001
- „XXX- Fett!“ Band-Musikshow mit Vater Ali Khan, Udo Gössele und Sascha Schreiner, 2004
- „Pimpftown – Wie werde ich ein Mann?“, Solo-Kabarettprogramm, 2008–2010
- „Nepo Fitz ist Nepo Fitz“, Rock-Kabarettprogramm mit Ali Khan, Udo Gössele und Sascha Schreiner, 2011
- „Brunftzeit – Wildwechsel & Liebestaumel“, Solo-Kabarettprogramm, 2012–2013
- „DRINGEND!“ – Solo-Kabarettprogramm, ab 2014
- „Saumensch – bist du gut oder böse?“ – Rock Comedy Show (Premiere: 17. März 2017, Wirtshaus im Schlachthof, München)
- „Nepo Fitz“, ab 2022

## Auszeichnungen
2010:
- Swiss Comedy Award

2009:
- Stuttgarter Besen („Hölzerner Besen“)
- Krefelder Krähe (1. Platz)
- Rostocker Kabarettpreis „Der Rostocker Koggenzieher“ in Bronze

2008:
- 1. Preis beim Kabarett-Nachwuchs-Wettbewerb Paulaner Solo in Fürstenfeldbruck
- Thurn und Taxis-Kabarettpreis
- „Goldene Weißwurscht“ des Studentenwerks München
- Nachwuchsförderpreis der 14. Melsunger Kabaretttage
- Scharfrichterbeil (im Rahmen der Passauer Kabaretttage)

## Veröffentlichungen
- „Pimpftown“, DVD, 2009
- „Pimpftown“, Audio-CD, 2008
- „XXX- Fett!“, Audio-CD, 2007
- „Balladen“, Audio-CD, 2005
- „Alles Schlampen außer Mutti!“ DVD mit seiner Mutter Lisa Fitz, 2003
- „Alles Schlampen außer Mutti!“ Audio-CD mit seiner Mutter Lisa Fitz, 2002
- „Alles Schlampen außer Mutti! Texte und Cartoons“ mit Lisa Fitz, 2003